# Distretto di Erdaojiang
Il distretto di Erdaojiang (二道江区S, Èrdàojiāng QūP) è un distretto della Cina, situato nella provincia di Jilin e amministrato dalla prefettura di Tonghua.